# Heinrich Wilhelm zu Solms-Wildenfels-Laubach
Heinrich Wilhelm zu Solms-Wildenfels-Laubach (* 27. Mai 1675 in Wildenfels; † 15. September 1741 in Wartenberg) war ein preußischer Generalmajor.
Er war der jüngste Sohn von Johann Friedrich zu Solms-Wildenfels-Laubach (* 1. März 1625; † 10. Dezember 1696) und Benigna von Promnitz (* 24. März 1648; † 9. November 1702).

## Leben
1680 wurde er mit seinen Brüdern von Wildenfels nach Laubach geschickt, um der Pest zu entgehen. 1687 ging sie nach Straßburg, von wo sie aber wieder fliehen mussten, da die Grafschaft Solms dem Reich 30.000 Taler Kontributionen schuldig war und ihnen die Verhaftung drohte. Er ging 1692 nach Halle, wo ihn 1693 sein Onkel der Generalmajor Ulrich Hipparchos von Promnitz traf. Dieser nahm ihn als Volontär mit in die Champagne. Als sein Onkel aber plötzlich 1695 verstarb, kam er in das Regiment des Grafen Alexander von Dohna. Er zog mit dem Regiment in den Holländischen Krieg und war bei der Belagerung von Huy dabei. Er wurde zum Kornet befördert und kam zum Korps des General von Heyden, mit dem er Namur belagerte. Als der Krieg 1697 zu Ende ging, kam er als Leutnant nach Berlin zurück. 1698 wurde er Hauptmann der Infanterie im nassau-weilburgischen Regiment des oberrheinischen Kreises, er blieb aber weiter in brandenburger Diensten.
Im Jahr 1700 wurde er Oberstleutnant des Kreis-Regiments und 1701 bereits Oberst. Im gleichen Jahr nahm er an der Krönung von König Friedrich teil und wurde von ihm zum preußischen Oberstleutnant ernannt.
Er kämpfte im spanischen Erbfolgekrieg vor Landau in der Pfalz, das am 10. September 1702 erobert wurde. Sein Regiment sollte dort anschließend die Besatzung stellen. Er kehrte aber nach Laubach zurück, da seine Mutter gestorben war und die Erbschaft zu regeln war.
Der König von Preußen errichtete eine Kompanie, in der sein Sohn, der Kronprinz Friedrich Wilhelm, als Gemeiner diente. Heinrich Wilhelm zu Solms wurde in der Kompanie zum Feldwebel bestimmt. Der spätere König war ihm auch später noch verbunden und nannte ihn meinen lieben Feldwebel.
Am 15. Oktober 1709 kaufte er die Herrschaft Wildenfels. Im gleichen Jahr wurde er Generalmajor. Bereits 1701 hatte ihn der Kaiser Joseph I. und später nochmals Karl VI. zum Kämmerer ernannt.
Nach dem Tod seiner ersten Frau 1712 erbte Graf Heinrich Wilhelm die Güter Scheliken, Medlanken und Glückshöfel.
Im Jahre 1722 kaufte er das Gut Sachsenfeld bei Schwarzenberg im Gebirge von den Feuerling'schen Erben und 1724 das Gut Steinbrücken unweit Gera von den Grafen Reuß zu Köstritz.
Als 1727 der letzte Graf von Sunnegk Julius Gottlieb, evangelischer Linie, zu Bielitz in Ober-Schlesien starb, war dieser ohne Nachkommen. Auch weitere Verwandte wollten die verschuldete Herrschaft nicht übernehmen. Deren evangelische Einwohner wollten aber vermeiden unter katholische Herrschaft zu kommen.
Durch die Überredungskünste seiner Brüder und des Herzogs von Braunschweig ließ sich der Graf davon überzeugen, das Erbe anzunehmen. Er zog 1728 in die Herrschaft und modernisierte das Land. Sein Sohn Friedrich Ludwig, welcher in russischen Diensten stand, wurde 1740 nach Schlesien geschickt, um für den russischen Hof die Herrschaft Wartenberg zu verwalten. Sie hatte dem Herzog von Kurland Ernst Johann von Biron gehört, bevor dieser ins Exil geschickt wurde; zuvor wurden aber noch alle seine Güter eingezogen. Die Zarin Anna verschenkte die Herrschaft an ihren Feldmarschall Münnich, der wiederum Schwiegervater von Friedrich Ludwig war.
Friedrich Ludwig wurde aber dann Gesandter am königlich polnischen Hof und der Feldmarschall bat den Grafen, sich
um die Herrschaft Wartenberg zu kümmern. Dort starb er aber bereits am 15. September 1741.
Bereits 1739 hatte er die Herrschaft Wildenfels für 80.000 Taler an seinen Sohn Heinrich Karl verkauft.

## Familie
Er war zweimal verheiratet. Seine erste Frau heiratete er 1703 in Königsberg. Es war Helene Dorothee Truchseß zu Waldburg (* 4. Mai 1680; † 11. Juli 1712) Tochter von Generalmajor Wolfgang Christoph Truchsess von Waldburg.
Ihre Mutter Luise Katharina von Rautter († 4. Juni 1703) hatte den Friedrichsgraben – einen Kanal zwischen Labiau und Königsberg – geerbt und bekam die anfallenden Zölle. Nach dem Tod von Helene Dorothee kaufte König Friedrich Wilhelm I. die Rechte für 30.000 Taler.
Das Paar hatte folgende Kinder:
- Friederike Wilhelmine Louise (* 14. Dezember 1703; † 22. November 1728)
- Friedrich Magnus (* 24. Januar 1705; † 19. März 1711)
- Heinrich Carl (* 28. Februar 1706 7; † Oktober 1746) ⚭ Albertine Charlotte von Bylandt-Palsterkamp (* 18. November 1721; † 8. Januar 1799)
- Helene Agnes (* 29. Mai 1707; † 13. Oktober 1735) ⚭ 11. August 1729 Heinrich Leopold, Graf von Reichenbach-Goschütz (* 19. März 1705; † 9. April 1775)
- Friedrich Ludwig (* 2. September 1708; † 27. August 1789) ⚭ Luise Dorothea von Münnich (* 30. September 1710; † 23. Dezember 1775)
- Sophie Charlotte (* 30. November 1709; † 27. Januar 1786) Nonne in Herford
- Eleonore Amalie (* 17. Februar 1711; † 4. März 1761) ⚭ 1742 (Scheidung 1749) Johann Karl von Morawitzky (* 11. April 1711; † 1782)
- Friedrich Christoph (* 11. Mai 1712; † 11. Mai 1792)

⚭ 17. Januar 1750 Gräfin Johanna Eleonore Josepha Henckel von Donnersmarck (* 15. April 1710; † 6. Mai 1774) (Witwe von Christian-Ernst von Solms-Baruth (1706–1748))
⚭ 15. April 1777 Gräfin Johanna Marie Friederike von Löser (* 4. Oktober 1741; † 2. Januar 1807)
Im Jahr 1713 heiratete er erneut. Seine zweite Frau wurde Sophie Albertine zu Dohna (* 12. August 1674; † 23. September 1746), eine Tochter von Friedrich von Dohna.
- Friederike Amalie Albertine (* 28. Mai 1714; † 9. April 1755) ⚭ Christoph II. von Dohna-Schlodien (1702–1762)